# Projekt X
Projekt X ist eine seit 1994 bestehende österreichische Kabarettgruppe, bestehend aus Clemens Haipl, Herbert Knötzl und Gerald Votava. Sie pendelt zwischen präziser Charakter- und Sozialstudie und Anarcho-Humor, wobei absonderliche Zustände und Phänomene sowie österreichische Eigenheiten karikiert werden.

## Geschichte
Erstmals traten die drei „Hauptprojektleiter“ im Jahre 1994 in der Jugendsendung Montevideo im ORF-Fernsehen zusammen mit Oliver Baier auf. Gerald Votava vertrat die Rolle des Assistenten „Herr Ralf“, Clemens Haipl gastierte als Mülltonne und Herbert Knötzl zeichnete für zahlreiche Auftritte in den verschiedensten Rollen in den Montevideo-Beiträgen verantwortlich. Bekannt wurden sie durch die mitternächtlichen „Diskussiaunsrunden“, wie sie diese mitunter betont „urtümlich“ aussprechen, im ORF. Seit der Gründung des auf eine jugendliche, alternative Zielgruppe zielenden ORF-Radiosenders FM4 im Jahre 1995 ist „Projekt X“ fester Programmbestandteil des Donnerstagnachtprogramms. Darüber hinaus ist die Gruppe immer wieder auch in Auftritten in ganz Österreich zu sehen. In einer Folge im Jahr 2001 wurde ein Fan zum „Computerprojektleiter“ ernannt, der die mittlerweile nicht mehr in Betrieb stehende Webseite www.projekt-x.at programmierte, um den Fans der Kabarettgruppe eine Online-Plattform bereitzustellen.
2010 beendete Gerald Votava seine Tätigkeit beim „Projekt X“, die beiden verbliebenen werden seitdem gelegentlich von „Gastprojektleitern“ unterstützt.
Ab 2010 war Herbert Knötzl als Musiker Richard Klein in der Late-Night-Talkshow Willkommen Österreich zu sehen. In dieser Rolle wurde er auch für die österreichische Vorentscheidung zum Eurovision Song Contest 2011 nominiert.
Die letzte Ausgabe auf FM4 wurde am 30. Jänner 2025 gesendet.

## Stil und Konzept
Sie bezeichnen sich selbst als Hauptprojektleiter und nehmen bei ihren oft als Diskussionsrunden gestalteten Radio- und Fernsehauftritten die Rollen von fiktiven Personen und Gegenständen sowie realen Persönlichkeiten an. Bei Kabarettauftritten kommen zu den Diskussionsrunden noch Sketche und eigenwillige Coverversionen bekannter Musikstücke hinzu. Markenzeichen der Truppe ist die Kombination von realistischen und grotesken Elementen. Beliebt ist die Persiflage bestimmter Situationen – mit Vorliebe werden in Österreich vorherrschende Sprechmuster und Jargons aus Medien (Talkshows, Diskussionssendungen, Interviews) und Alltag (z. B. Beziehungen, Arbeitswelt) sehr realitätsnah und detailgetreu nachgeahmt, wobei hier oft dieselben populären österreichischen Prominenten zum Einsatz kommen wie Barbara Stöckl oder Otto Schenk sowie ein oftmals groteskes, unstimmiges, haarsträubendes Setting.
So tritt etwa der dargestellte Prominente in einer fiktiven skurrilen, zu ihm gar nicht passenden Rolle auf (z. B. die Jazz Gitti als US-Präsidentschaftskandidatin), werden verschiedene Genres und (Un-)Sinnebenen miteinander kombiniert, so z. B. bei Easy-TV im Rahmen einer Fernseh-Comedy-Leiste von 1999 – die Persiflage einer Fernsehsendung im Stil einer Aufdeckungsreportage, bei der die Betroffenen stets Märchenfiguren sind, die sich aber völlig menschlich und alltäglich verhalten und mit der sozialen Wirklichkeit konfrontiert sind, gleichzeitig aber absurde Dinge pflegen, z. B. Zahnstocher von Prominenten sammeln, oder werden in einer abenteuerlich zusammengesetzten Diskussionsrunde in sachlichem, ernstem Ton völlig abstruse Dinge behandelt. Besonders kurios waren jene zwei Folgen mit dem inoffiziellen Titel „Entenbemalung“, in denen zweimal dieselbe Diskussionsgruppe über dasselbe Thema mit teilweise gleichem Wortlaut geplaudert hat, was live auf Sendung für heftiges Gelächter der Protagonisten gesorgt hat. Häufiges Lachen der Protagonisten wurde zu einem Markenzeichen der Sendung. In einem weiteren Konzept stellen sie Alltagsszenen nach. Es gab mehrere Folgen, die an einem Würstelstand spielten. Der Würstelstandbesitzer Votava war stets derselbe, es waren aber in jeder Folge andere Gäste wie z. B. Ilse Buck oder Außerirdische anwesend.

## Tätigkeit im Radio
In ihrer wöchentlichen Radiosendung auf FM4 findet stets eine Diskussionsrunde statt. Aufgelockert wird diese durch ein bis drei Musikstücke, mittlerweile meistens dem Hörbild von FM4 entsprechend. Anfänglich wurden ausschließlich Lieder der schwedischen Popgruppe ABBA gespielt, dazwischen auch bekannte Interpreten der deutschsprachigen Schlagermusik. Diese Stücke werden häufig als Werke eines der Diskussionsgruppenmitglieder anmoderiert. Eine Projekt X-Sendung endet immer mit den Worten „Schlafen Sie gut und träumen Sie süß – von sauren Gurken“.
Darüber hinaus hat Clemens Haipl, teils mit Martin Puntigam, regelmäßige Kurzsketche unter verschiedenen Titeln auf FM4. Gerald Votava ist zudem auch Moderator bei FM4. Projekt X haben das Finale der ersten Staffel der ORF-Sendungen Taxi Orange und Starmania live im Radio mitsynchronisiert, wobei auch hier jeder Protagonist immer andere Rollen übernommen hat. Derzeit ist Herbert Knötzl in der Rolle des Richard Klein als Eurovision-Song-Contest-Juror tätig. Auch bei Gastauftritten in der Fernsehsendung Die liebe Familie NG ist er als Sohn der Familie zu sehen.
Anfang 2025 wurde die Sendung vom ORF abgesetzt, weil Protagonisten "alt und männlich" seien, bzw. FM4 "jünger und weiblicher" werden müsse.

## Auszeichnungen
- 1998 Romy
- 2001 Salzburger Stier

## Staffeln
In den Jahren 1997 und 1998 spielte Gerald Votava meist den Hauptprojektleiter, in den 4 Folgen von 1999 spielten alle drei Darsteller den Hauptprojektleiter und verschiedene Charaktere.
| Folge | Thema                                                                                  | Jahr | Rolle Herbert Knötzl                                          | Rolle Clemens Haipl                                  |
| ----- | -------------------------------------------------------------------------------------- | ---- | ------------------------------------------------------------- | ---------------------------------------------------- |
| 1     | Zirkus in der Krise – „Licht aus“ in der Manege?                                       | 1997 | Freddy Quinn – Sänger und Zirkusdirektor                      | Clown Ferdinand Haberl                               |
| 2     | Das Insektenjahr 1997                                                                  | 1997 | Professor Roman Besenbeck – Insektenforscher                  | Biene Susanne Wöhring                                |
| 3     | Rolle des Lebens – Traum oder Alptraum?                                                | 1997 | Pierre Brice – Winnetou                                       | Bogo Schärdinger – Logo Model „Julius Meinl“         |
| 4     | Brennpunkt Sonne: Freundin oder Feindin?                                               | 1997 | Beppo Neblek – Bademeister                                    | Die Sonne                                            |
| 5     | Future Family Diffusion – Hat die Familie als Keimzelle der Gesellschaft noch Zukunft? | 1998 | Uschi Glas                                                    | Halvar von Flake – Familienoberhaupt                 |
| 6     | Boygroups gegen Rockbands – Die abendländische Kultur am Scheideweg                    | 1998 | Hermine „Oma“ Jansen – Großmutter der „Scorpions“             | Hubert von der Boygroup „Back Off“                   |
| 7     | Urlaub als Statussymbol – Warum in die Ferne schweifen, wenn das Gute liegt so nah     | 1998 | Original rote Dirndlschürzenjäger Feuer-Wasser-Los mit Renate | Nils Holgerson                                       |
| 8     | Mega-Trend Wetter: There’s No Business Like „Weather(Show)Business“                    | 1998 | Mag. Michael Teissen – ORF Meteorologe                        | Kermit der Frosch                                    |
| 9     | Warum sind die Kinder manchmal so schlimm in der Schule?                               | 1998 | Mutter Renate Känguruh                                        | Sohn Sebastian Känguruh                              |
| 10    | Ticken Männer anders als Frauen?                                                       | 1998 | Freiheitsstatue der USA                                       | Mr. Spock – USS Enterprise                           |
| 11    | Sind Gärtner überheblich und arrogant?                                                 | 1998 | Dame Agatha Christie                                          | Euro – EU Währung                                    |
| 12    | Warum dürfen immer nur die Dicken ins Weltall?                                         | 1998 | Franz Viehböck – Astronaut                                    | Kerr Klomuscheltaucher mit Spaghetti Ausrüstung      |
| 13    | Hilfe, meine Frau kann nicht Fußballspielen – Das schwächste Glied der Emanzipation    | 1998 | Frau Herbert Prohaska – Fußballergattin                       | Torwart Katze Minki                                  |
| 14    | Leistungssport – Gut oder schlecht?                                                    | 1998 | Josef Thürbrettl                                              | Romana Pehling – Mutter eines Weltmeisters           |
| 15    | Wir essen uns zu Tode – Wege zu einer lebensbejahenden Ernährung                       | 1998 | Roland Lertur – Essenstester                                  | Claudia Schiffer                                     |
| 16    | Sturm & Drang im Sommer 97 – Die Jugend von heute im Aufbruch                          | 1998 | Erika Hammerschmitt – Jungscharführerin                       | Hubert Esenschar – Pfadfinder Wölfling               |
| 17    | Reklame kontra Knigge – Macht uns die Werbung zu Barbaren?                             | 1998 | Niki Lauda                                                    | Playboy-Heft Juli 1997                               |
| 18    | Sind Ritter vom Aussterben bedroht?                                                    | 1998 | Ephraim Langstrumpf – Seeräuber                               | Don Luigi S. – Mafioso                               |
| 19    | Warum sind Vegetarier so furchtbare Discotänzer?                                       | 1998 | Hannes Jagerhofer / Whitney Houston                           | Sitting Bull / Reinhold Bilgeri / Peter Seisenbacher |
| 20    | Ich breche jedes Frauenherz                                                            | 1998 | George Clooney                                                | Frau Hermann Meier – Weinkönigin 98 aus Podersdorf   |
| 21    | Hubert Brosnan                                                                         | 1999 | Hubert Brosnan                                                | Hauptprojektleiter / verschiedene Charaktere         |
| 22    | Hermann Wernfried                                                                      | 1999 | Hermann Wernfried                                             | Hauptprojektleiter / verschiedene Charaktere         |
| 23    | Helmut Merthner                                                                        | 1999 | Helmut Merthner                                               | Hauptprojektleiter / verschiedene Charaktere         |
| 24    | Reinhold Bilgeri, Walter Schiejok und Willy Kralik                                     | 1999 | Reinhold Bilgeri                                              | Hauptprojektleiter / verschiedene Charaktere         |